# Schanar Dughalowa
Schanar Assylbekqysy Dughalowa (kasachisch Жанар Асылбекқызы Дұғалова Janar Asylbekqyzy Dūğalova; * 17. Januar 1987 in Qysylorda) ist eine kasachische Popsängerin.

## Leben
Schanar Dughalowa wurde bei einem Gesangswettbewerb entdeckt. 2011 erschien ihre erste Single. Von 2012 bis 2014 war sie Mitglied der Girlgroup KeshYou (kasach. КешYou), bei der sie bei sechs Singles mitwirkte. Auch nahm die Gruppe an der kasachischen Vorauswahl zum Türkvizyon 2013 teil, wo das Trio den 4. Platz erreichte.
2014 nahm sie als Solokünstlerin bei der Vorauswahl teil und konnte dort den Sieg erringen. Beim Wettbewerb Türkvizyon 2014 ging sie schließlich mit dem selbstkomponierten Popsong Isin körem als Siegerin für Kasachstan hervor.
Nachdem Kasachstan die assoziierte Mitgliedschaft bei Eurovision Song Contest erlangte, äußerte Dughalowa ihr Interesse für die erste Teilnahme Kasachstans beim ESC 2018 in Portugal.

## Singles

### MitKeshYou
- 2013: Assyqpa
- 2013: Qasaq qysdary
- 2013: Tughan scher
- 2013: Risamyn
- 2014: Machabbat
- 2014: Qasaqtyng arulary

### Solo
- 2011: Tangdanba
- 2012: Süjemin deschi
- 2012: Sen jemes
- 2013: Qarai ber
- 2013: Machabbat nasy
- 2013: Kim üschin
- 2013: Bir suraq
- 2013: Uajymdama
- 2014: Isin körem
- 2014: Sen meni tüssinbedin (mit Qairat Nurtas)
- 2015: Aita Bersin (mit Ninety One auf Gakku Äujenderi 2016 (Gakku Әуендері))[2]
- 2015: Öke-bala
- 2015: Schangbyrly tün (mit Nurbolat Abdullin)
- 2016: Munyng durys bolmady (mit Nurschan Kermenbajew)
- 2017: Ala ketpeding